# Charybdis (Charybdis) hellerii
Charybdis (Charybdis) hellerii is een krabbensoort uit de familie van de zwemkrabben (Portunidae). De wetenschappelijke naam van de soort werd in 1867 voor het eerst geldig gepubliceerd door Alphonse Milne-Edwards. Zijn oorspronkelijke verspreidingsgebied beslaat de Indische en Stille Oceaan, maar is als exoot doorgedrongen in de westelijke Atlantische Oceaan en de Middellandse Zee. In Zuidoost-Azië is het een commercieel geëxploiteerde soort.

## Verspreiding
Charybdis hellerii is een zwemkrab met een breed Indo-Pacifisch inheems verspreidingsgebied dat zich uitstrekt van de Rode Zee en Oost-Afrika, over de Indische Oceaan tot Noord-Australië en Nieuw-Caledonië, en in het noorden tot China en Japan. Het werd geïntroduceerd in de oostelijke Middellandse Zee en de westelijke Atlantische Oceaan. In de westelijke Atlantische Oceaan werd het in 1986 voor het eerst gemeld in de buurt van Charleston (South Carolina). Sindsdien is het waargenomen over 62 graden breedte en varieert nu van ten zuiden van Kaap Hatteras, North Carolina tot Florianópolis in Brazilië. Volwassen C. hellerii gebruiken een breed scala aan intergetijden- en subtidale leefomgevingen, waaronder natuurlijk gesteente, riprap, koraalriffen, koraalpuin, mangrovewortels, zeegrasvelden en plekken met subtidale algen. Het is een potentieel roofdier en concurrent van inheemse krabben.